# Ahaxe-Alciette-Bascassan
Ahaxe-Alciette-Bascassan (en euskera Ahatsa-Altzieta-Bazkazane) es una localidad y comuna francesa situada en el departamento de Pirineos Atlánticos, en la región de Nueva Aquitania. Pertenece al territorio histórico vascofrancés de Baja Navarra.
Administrativamente, también depende del Distrito de Bayona y del cantón de Montaña Vasca. Se encuentra atravesada por el Laurhibar, afluente del río Nive.

## Historia
La comuna está formada por 3 antiguas parroquias (Ahaxe, Alciette y Bascassan) que se convirtieron en comunas tras la Revolución francesa y que posteriormente, el 11 de junio de 1842, se fusionaron en una única comuna.
De 1793 a 2015 formó parte del cantón de San Juan Pie de Puerto.
En 1842, cedió terrenos comunales junto con las comunas de Aincille, Bustince-Iriberry, Çaro, Lecumberry, Mendive, Saint-Jean-le-Vieux y Saint-Michel para formar la comuna de Estérençuby.

## Heráldica
Cuartelado: 1º y 4º, en campo de azur, tres veneras de plata, bien ordenadas; medio partido de oro, con tres fajas de gules; 2º, en campo de gules, tres veneras de plata, bien ordenadas y bordura dentellada del mismo metal, y 3º, en campo de plata, una banda dentellada de gules, acompañada en lo alto y lo bajo de una venera de plata.

## Demografía
| Gráfica de evolución demográfica de Ahaxe-Alciette-Bascassan entre 1800 y 2012 |
|                                                                                |

El resultado del año 1800 es la suma final de todos los datos parciales obtenidos antes de la creación de la comuna (11 de junio de 1842).
Fuentes: Ldh/EHESS/Cassini e INSEE.